# Matthew Underwood

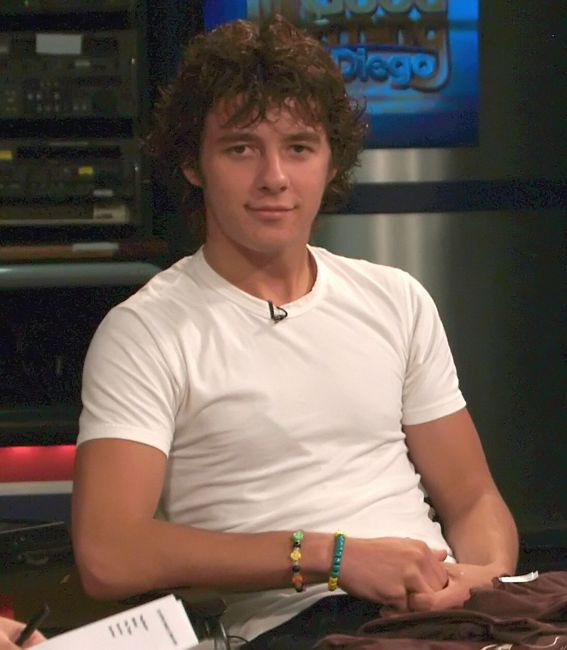
Matthew Underwood (2008)

Matthew Dillon Underwood (* 23. April 1990 in Fort Pierce, Florida) ist ein US-amerikanischer Schauspieler.

## Leben
Underwood gewann bereits im Alter von nur sechs Monaten einen Schönheitswettbewerb. Später gewann er weitere Talentwettbewerbe in der Umgebung um seine Heimatstadt Fort Pierce. Infolgedessen war der 2-jährige Underwood bereits Laufstegmodel für Kinderkleidung und stand für verschiedene Werbeanzeigen vor der Kamera. Weiterhin war er Mitglied der Tanzgruppe The Show Biz Kiz Dance Group. Im Alter von fünf Jahren hatte sich Underwood bereits entschieden, dass er für den Rest seines Lebens in der Unterhaltungsbranche arbeiten wolle. Er trat in lokalen Theaterproduktionen auf, nahm an weiteren Talentwettbewerben teil und gewann auch einige. Zudem war er in einer Aufführung des Zauberer von Oz des Traveling Missoula Theatre zu sehen. Außerdem war Underwood in verschiedenen Fernsehwerbespots zu sehen, einschließlich eines für Reese's Puffs cereal gemeinsam mit Chris Warren Jr.
Zu seinem schauspielerischen Talent kam außerdem noch eine gewisse schulische Begabung hinzu, so besuchte Underwood die renommierte Lincoln Park Academy.
Am bekanntesten ist Underwood durch seine Rolle als Logan Reese in der Serie Zoey 101 geworden, aber auch in diversen anderen Film- und Fernsehproduktionen hat er mitgewirkt. Er war ursprünglich für die Rolle des Troy Bolton in dem Musicalfilm High School Musical vorgesehen, musste aber aufgrund seines Vertrages mit Nickelodeon aus dem Projekt aussteigen.
Gemeinsam mit dem restlichen Ensemble von Zoey 101 gewann Underwood in den Jahren 2006 und 2007 einen Young Artist Award in der Kategorie Best Young Ensemble Performance in a TV Series (Comedy or Drama).
Underwood hat drei ältere Geschwister, zwei Brüder und eine Schwester.

## Filmografie (Auswahl)
| Jahr      | Tittel                                             | Rolle                    | Info                 |
| --------- | -------------------------------------------------- | ------------------------ | -------------------- |
| 1999      | Meine Nachbarn die Yamadas                         | Englische Synchronstimme |                      |
| 2002      | Go for it!                                         |                          |                      |
| 2002      | The Wishing Stone                                  |                          |                      |
| 2004      | The Marionette                                     |                          | Direct-to Video Film |
| 2004      | Method & Red (Fernsehserie)                        | Bully                    | Folge 1x01           |
| 2005–2008 | Zoey 101 (Fernsehserie)                            | Logan Reese              | 60 Folgen            |
| 2006      | Web Jornal Now                                     | Matt                     | Kurzfilm             |
| 2006      | Damnation of Souls                                 |                          | Direct-to Video Film |
| 2006      | Caspers Gruselschule                               | Stimme von Thatch        | Fernsehfilm          |
| 2007      | Avatar – Der Herr der Elemente (Zeichentrickserie) | Stimme von Hide          | Folge 3x02           |
| 2009      | Reality Horror Night                               | Matthew                  | Fernsehfilm          |
| 2017      | The Magic Studio                                   | Matthew                  | Fernsehfilm          |
| 2017      | The Golden Stars                                   | Matthew                  | Fernsehfilm          |
| 2018      | Time Hoppers                                       | Caesar                   | Kurzfilm             |
| 2019      | The Alien                                          | Matthew                  | Kurzfilm             |
| 2019      | The Unicorn Sisters                                | Josh                     | Kurzfilm             |
| 2020      | Jamie Lynn Spears & Chantel Jeffries: Follow Me    | als sich selbst          | Kurzfilm             |
| 2021      | Remi                                               |                          | Kurzfilm             |
| 2023      | Zoey 102                                           | Logan Reese              |                      |